# BredaMenarinibus M231
Le BredaMenarinibus Monocar 231 est un modèle d'autobus urbain de type « midi » fabriqué en Italie par le constructeur BredaMenarinibus, filiale du groupe public Finmeccanica à partir de 1997.
Cet autobus est un véhicule de conception nouvelle, appartenant à la gamme « Monocar » du constructeur, et un des premiers midibus au monde à offrir un plancher plat très bas sur toute sa longueur. Le plancher est situé à seulement 312 mm du sol.

## Histoire
L'autobus Monocar 231 a été présenté en 1997 pour remplacer le modèle précédent, le Monocar 230 qui ne répondait plus aux critères italiens d'accessibilité aux PMR (Personnes à Mobilité Réduite). Son principal défaut était la marche au droit des portes pour accéder au véhicule. Son style et aménagements avaient aussi vieilli comparés aux récents modèles Iveco.

## La technique
La conception de la structure, étudiée en coopération avec l'allemand MAN à la fin des années 1980, avait permis d'offrir au constructeur allemand la technologie du plancher bas pour les autobus urbains. 
Comme le veut la norme italienne, la caisse est dotée de 2 portes doubles sur le côté droit du véhicule pour la version urbaine (NU) de 8 mètres, 3 portes sur la version 9 mètres et deux portes en version suburbaine (NS)
Dès son lancement, le Monocar 231 était disponible avec une motorisation  Magirus-Deutz du groupe IVECO, un des rares moteurs encore refroidis par air, placé verticalement à l'arrière avec une boîte de vitesses automatique ZF. À partir da 2000, avec l'entrée en vigueur de la norme Euro 2 et 2002 avec la norme Euro 3, le moteur sera chaque fois remplacé par une version homologuée. Cette motorisation ne sera pas reconduite sur son remplaçant le BredaMenarinibus Vivacity qui utilise des mécaniques IVECO.

## Les différents modèles

### Monocar 231 M
- Longueur : 9,50 mètres
- Versions : Urbain (MU), Suburbain (MS)
- Alimentation : Diesel,
- Nb portes : 3 (NU), 2 (NS) pour l'Italie, ou selon la norme du pays.

### Monocar 240 C
- Longueur : 8,00 mètres
- Versions : Urbain (CU), Suburbain (CS)
- Alimentation : Gasoil, Méthane (Exobus)
- Nb portes : 2 (CU) et (CS) pour l'Italie ou selon la norme du pays.